# Spellemannprisen 2000
Der Spellemannpris 2000 war die 29. Ausgabe des norwegischen Musikpreises Spellemannprisen. Die Nominierungen berücksichtigten Veröffentlichungen des Musikjahres 2000. Die Verleihung der Preise fand am 2. März 2001 statt. In der Kategorie „Årets Spellemann“ wurde Herborg Kråkevik ausgezeichnet, den Ehrenpreis („Hedersprisen“) erhielt A-ha.

## Verleihung
Die Verleihung fand am 2. März 2001 im Oslo Spektrum statt. Die Übertragung fand bei NRK1 statt. Moderiert wurde die Sendung von Jon Almaas und Bård Tufte Johansen. Johansen moderierte dabei die Verleihung wie bereits im Vorjahr in den Pop- und Rockkategorien, Almaas war für die weiteren Preise zuständig. Die Nominierungen wurden im Januar 2001 bekannt gegeben.

## Gewinner
| Kategorie                                      | Gewinner                                    | Werk                               |
| ---------------------------------------------- | ------------------------------------------- | ---------------------------------- |
| Barneplate (Kinderplatte)                      | Asgeir                                      | Fritt fram                         |
| Bransjeprisen (Branchenpreis)                  | Kjell Hillveg                               | –                                  |
| Dance/Hip-Hop                                  | Biosphere                                   | Cirque                             |
| Danseorkester (Tanzorchester)                  | Ole Ivars                                   | Medisin mot det meste              |
| Folkemusikk/Gammaldans (Volksmusik/Gammaldans) | Håkon Høgemo                                | Solo                               |
| Hardrock                                       | Sensa Anima                                 | Sin Thatic                         |
| Hedersprisen (Ehrenpreis)                      | A-ha                                        | –                                  |
| Jazz                                           | Petter Wettre, Per Oddvar Johansen          | The Only Way To Travel             |
| Klassisk (Klassisch)                           | Leif Ove Andsnes, Det Norske Kammerorkester | Haydn: Pianokonsert nr. 3, 4 og 11 |
| Popgruppe                                      | Briskeby                                    | Jeans for Onassis                  |
| Popsolist                                      | Bertine Zetlitz                             | Beautiful So Far                   |
| Rock                                           | Motorpsycho                                 | Let Them Eat Cake                  |
| Samtidsmusikk (zeitgenössische Musik)          | Kenneth Karlsson                            | Sofferte Onde Serene               |
| Videoprisen (Videopreis)                       | A-ha                                        | Velvet                             |
| Viser og Viserock (Weisen und Weisenrock)      | Kari Bremnes, Ola Bremnes, Lars Bremnes     | Soløye                             |
| Åpen Klasse (Offene Klasse)                    | Nils Petter Molvær                          | Solid Ether                        |
| Årets Låt (Lied des Jahres)                    | Briskeby                                    | Propaganda                         |
| Årets Nykommer (Newcomer des Jahres)           | Briskeby                                    | Jeans for Onassis                  |
| Årets Spellemann (Spellemann des Jahres)       | Herborg Kråkevik                            | –                                  |

## Nominierte
Barneplate
- Asgeir: Fritt fram
- Minken Fosheim: Eventyret om Vivaldi
- Terje Formoe: Kaptein Sabeltann og den forheksede øya

Dance/Hip-Hop
- Biosphere: Cirque
- Howard Maple: Inside
- Oslo Fluid: Cycles of life

Danseorkester
- Dænsebændet: Gøy på landet
- Ole Ivars: Medisin mot det meste
- Sie Gubba: Lynx'n

Folkemusikk/Gammaldans
- Håkon Høgemo: Solo
- Knut Hamre, Åse Teigland, Frank Rolland: Håstabøslåttar
- Sinikka Langeland: Lille Rosa: Kjærlighetsballader

Hardrock
- Enslaved: Mardraum
- Ram-Zet: Pure Therapy
- Sensa Anima: Sin Thatic

Jazz
- Bjørnar Andresen, Svein Finnerud, Paal Nilssen-Love: Egne Hoder
- Morten Gunnar Larsen, Georg Reiss: Rhapsody
- Petter Wettre, Per Oddvar Johansen: The Only Way To Travel
- Silje Nergaard: Port Of Call

Klassisk
- Kåre Nordstoga: J. S. Bach: Toccata og Fuga
- Leif Ove Andsnes, Det Norske Kammerorkester: Haydn: Pianokonsert nr. 3, 4 og 11
- Truls Mørk: Britten: Cello Suites 1-3

Popgruppe
- A-ha: Minor Earth/Major Sky
- Briskeby: Jeans for Onassis
- Ephemera: Sun
- M2M: Shades Of Purple

Popsolist
- Anneli Drecker: Tundra
- Bertine Zetlitz: Beautiful So Far
- Jørn Hoel: En Blå Løk
- Sissel Kyrkjebø: All Good Things

Rock
- De Lillos: Kast Alle Papirene
- Midnight Choir: Unsong Heroine
- Motorpsycho: Let Them Eat Cake
- Poor Rich Ones: Happy Happy Happy
- Sister Sonny: While Others Dance, Sister Sonny

Samtidsmusikk
- Arve Tellefsen: Arne Norheim: Concerto for Violin And Orchestra, Fartein Valen: Concerto For Violin And Orchestra
- Kenneth Karlsson: Sofferte Onde Serene
- Oslo Sinfonietta: Music by Hagerup, Reinholdsen, Buene, Hagen og Kjelstrup Ratkje

Videoprisen
- A-ha: Velvet
- Bertine Zetlitz: Adore Me
- Diaz feat. Eye N'l: La Vida Loca
- Morten Abel: Hard To Stay Awake

Viser og Viserock
- Kari Bremnes, Ola Bremnes, Lars Bremnes: Soløye
- Ole Paus: Den Velsignede
- Vamp: En Annen Sol

Åpen Klasse
- Farmers Market, Stian Carstensen: Farmers Market, Stian Carstensen
- Herborg Kråkevik: Kråkeviks Songbok
- Nils Petter Molvær: Solid Ether
- Sidsel Endresen: Undertow
- Tango for 3  & Per Arne Glorvigen: Tango?

Årets Låt
- A-ha: Summer Moved On
- BigBang: Girl in Oslo
- Briskeby: Propaganda
- M2M: Don't Say You Love Me
- Opus X: Loving You Girl

Årets Nykommer
- Briskeby: Jeans for Onassis
- Ricochets: Slo-mo Suicide
- Tungtvann: Nord og Ned